# Страсбур-8
Страсбу́р-8 (фр. Strasbourg-8, [stʁa.zbuʁ]) — упразднённый кантон на северо-востоке Франции в регионе Эльзас — Шампань — Арденны — Лотарингия, департамент Нижний Рейн, округ Страсбур-Виль. До реформы 2015 года в состав кантона административно входила часть коммуны Страсбур, численность населения 27 485 человек (по данным INSEE, 2012).

## История
Один из десяти кантонов, которые были созданы в 1962 году в результате упразднения кантонов Страсбур-Нор, Страсбур-Сюд, Страсбур-Уэст и Страсбур-Эст.
До реформы 2015 года в кантон входила часть Страсбура. По закону от 17 мая 2013 и декрету от 18 февраля 2014 года количество кантонов в департаменте Нижний Рейн уменьшилось с 44 до 23. Новое территориальное деление департаментов на кантоны вступило в силу во время выборов 2015 года. После реформы количество кантонов Страсбура сократилось с десяти до шести. Кантоны Страсбур-7, Страсбур-8, Страсбур-9 и Страсбур-10 были упразднены, а население передано в состав оставшихся преобразованных кантонов округа Страсбур.

## Консулы кантона
| Период      | Консул          | Должность                         |
| ----------- | --------------- | --------------------------------- |
| 1962 — 1979 | André Bord      |                                   |
| 1979 — 1983 | Armand Bussé    | Заместитель мэра коммуны Страсбур |
| 1983 — 1992 | Hervé Bussé     |                                   |
| 1992 — 2002 | Fabienne Keller | Мэр коммуны Страсбур (2001—2008)  |
| 2002 — 2004 | Geneviève Werlé | Заместитель мэра коммуны Страсбур |
| 2004 — 2012 | Philippe Bies   | Заместитель мэра коммуны Страсбур |
| 2012 — 2015 | Suzanne Kempf   |                                   |

## Состав кантона
До марта 2015 года в составе кантона находилась часть Страсбура, суммарная численность населения — 26 788 человек (по данным INSEE, 2012).